# 皇華集
《皇華集》是明朝文臣出使朝鮮時所作詩歌的總集。
明朝初期已與朝鮮有所往來，但出使朝鮮的使臣多為宦官。正統十四年（1449年）始有文臣倪謙、司馬恂擔任使臣前往朝鮮，明朝文臣抵達朝鮮後，常與朝鮮文臣賡酬唱和。這些作品後來被刊印為《庚辰皇華集》。《皇華集》收錄有倪謙、陳鑑、金湜、祁順、唐皋、龔用卿、華察、張承憲、王鶴、歐希稷、許國、韓世能等人出使朝鮮時的作品。《皇華集》反映出當時朝鮮的一些風俗。例如景泰八年（1457年）發生奪門之變，明英宗復辟後，陳鑑與高閏奉命出使朝鮮爭取其支持，陳鑑有〈義順館卻妓詩〉，是不習慣朝鮮以女樂佐筵席之風俗，故作詩卻之。
《辽海编》是明朝大学士倪谦出使朝鲜返国后的作品，由其子倪嶽编刊。《辽海编》所保存的篇目则比《庚午皇华集》多。